# Phare de Rose Island
Le phare de Rose Island (en anglais : Rose Island Light), est un phare actif situé sur Rose Island (en) dans la baie de Narragansett à Newport dans le Comté de Newport (État de Rhode Island).
Il est inscrit au Registre national des lieux historiques depuis le 10 avril 1987.

## Histoire
C'est l'un des phares de la Nouvelle-Angleterre qui a été conçu par l'architecte du Vermont Albert Dow, dont les concepteurs ont été primés, comme les phares de Sabin Point et de Pomham Rocks. Construit en 1798-1800, le phare se dresse au sommet d'un bastion du Fort Hamilton Historic District (en).
Le bâtiment a été abandonné comme phare en 1970, lorsque le Claiborne Pell Newport Bridge a été construit à proximité. En 1984, la Rose Island Lighthouse Foundation  a été créée pour restaurer la lumière délabrée au nom de la ville de Newport, qui l’avait reçue gratuitement du gouvernement des États-Unis. De 1970 à 1993, le phare a été désactivé. Après sa restauration il refonctionne de nouveau et, en 2013, il a reçu une nouvelle lentille de Fresnel (réplique acrylique).
Le phare est aujourd'hui une destination de voyage, accessible uniquement par bateau. Contre des frais supplémentaires pour la Fondation, les visiteurs peuvent passer une nuit en tant qu'invités ou une semaine en tant que "gardiens de phare", s'acquittant de nombreuses tâches de maintenance du phare. L'accès à l'île se fait par le ferry et le phare est ouvert aux visiteurs de la fin mai à début septembre. À cause de la saison de nidification des oiseaux, l'accès à l'île est restreint du 1er avril au 15 août.

## Description
Le phare  est une tour octogonale en bois avec une galerie et une lanterne de 11 m de haut, montée sur une maison de gardien de style Empire. La tour est peinte en blanc et la lanterne est noire. Il émet, à une hauteur focale de 15 m, un éclat blanc par période de 6 secondes. Sa portée n'est pas connue.
Identifiant : ARLHS : USA-703 ; USCG : 1-17857 - Amirauté : J0543 .
|             |
| Rose Island |

|          |
| Le phare |

### Lien connexe
- Liste des phares au Rhode Island